# یوکی هامانو
یوکی هامانو (ژاپنی: 濵野 勇気؛ زادهٔ ۲۳ ژوئن ۱۹۷۸) یک بازیکن فوتبال اهل ژاپن است.
از باشگاه‌هایی که در آن بازی کرده‌است می‌توان به باشگاه فوتبال کاتالر تویاما اشاره کرد.